# 班济泰
班济泰，满洲正白旗人，是一名清朝政治人物。
班济泰曾于1770年接替王圣维任奉贤县知县一职，1773年由黄元燮接任。